# CATL
Contemporary Amperex Technology Co., Ltd., CATL – chińskie przedsiębiorstwo projektowo-wytwórcze założone w 2011 roku, specjalizujące się w produkcji technologii akumulatorów litowo-jonowych do pojazdów elektrycznych.
W 2016 roku CATL zajmowało trzecie miejsce na świecie wśród dostawców akumulatorów do samochodów hybrydowych, hybrydowych plug-in oraz elektrycznych po firmach Sanyo i BYD.

## Działalność
Na przestrzeni ponad 10 lat swojej działalności firma nawiązała szerokopasmową współpracę z wiodącami firmami branży motoryzacyjnej specjalizującymi się w produkcji pojazdów elektrycznych i hybrydowych. Wśród globalnych przedsiębiorstw znalazły się BMW, Hyundai, Honda czy Volvo, z kolei spośród firm rodzimych odbiorcami produktów CATL są m.in. BYD Auto, GAC Group, Geely czy SAIC Motor.

### CATL w Europie
W 2018 roku CATL otworzyło swoją pierwszą fabrykę akumulatorów znajdującą się poza Chinami. Zakłady w Arnstadt w niemieckiej Turyngii powstały w celu realizowania zamówień dla m.in. koncernów BMW i Volkswagen Group.

### Inwestor
W 2017 roku CATL nawiązało pierwszą współpracę z przedsiębiorstwem motoryzacyjnym w roli inwestora, nabywając 22% udziałów w fińskim Valmet Automotie i inaugurując kooperację opartą na wymianie technologicznej. W listopadzie 2021 roku działalność rozpoczął chiński producent zaawansowanych technologicznie samochodów elektrycznych firmy Avatr Technology, która powstała z inicjatywy koncernu Changan Automobile, giganta technologicznego Huawei oraz CATL mającego dostarczać akumulatory do pojazdów tej firmy.